# Körsbärsrödgump
Körsbärsrödgump (Euproctis similis) är en nattfjäril som hör till familjen tofsspinnare.

## Kännetecken
Hanen har ett vingspann på mellan 25 och 35 millimeter. Honan är något större med ett vingspann på 30 till 44 millimeter. De är snövita med en guldgul bakkroppsspets. Antennerna är kamtandade, hanarnas betydligt bredare ån honornas. 
Larven har en svart grundfärg och är iögonfallande med dubbla orange ränder på ryggen och även orange ränder på sidorna. Den har även två rader med vita fläckar och långa gråsvart hår. De blir 30 till 43 millimeter långa som fullvuxna.

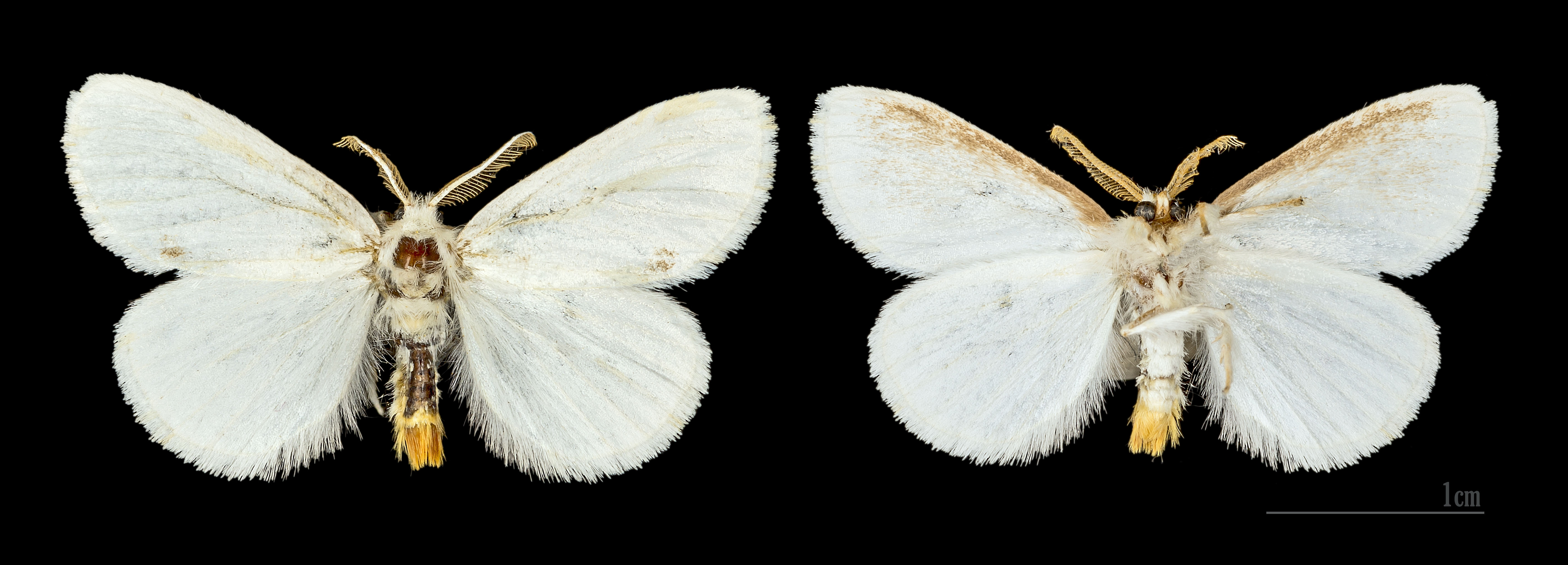
♂
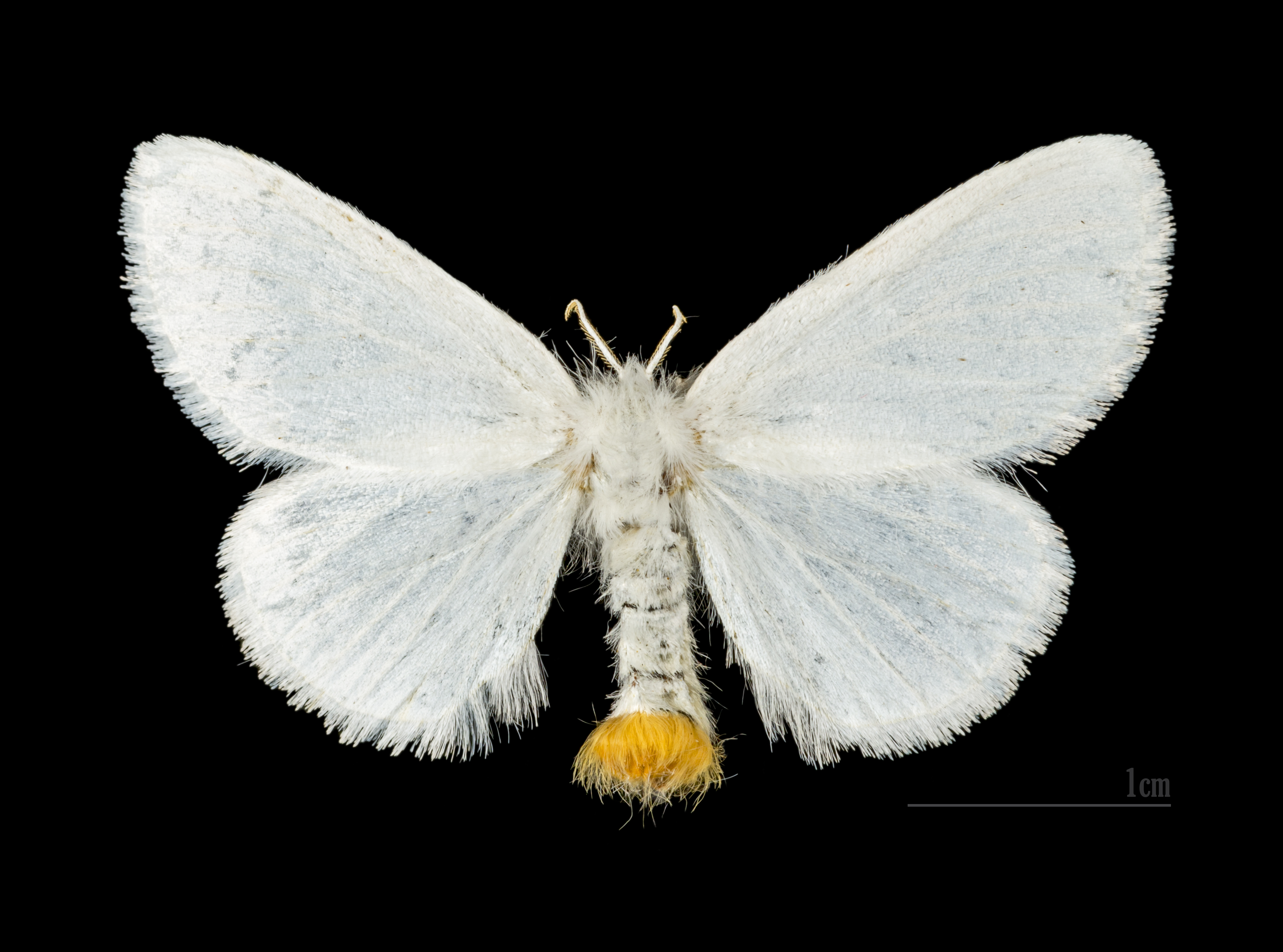
♀
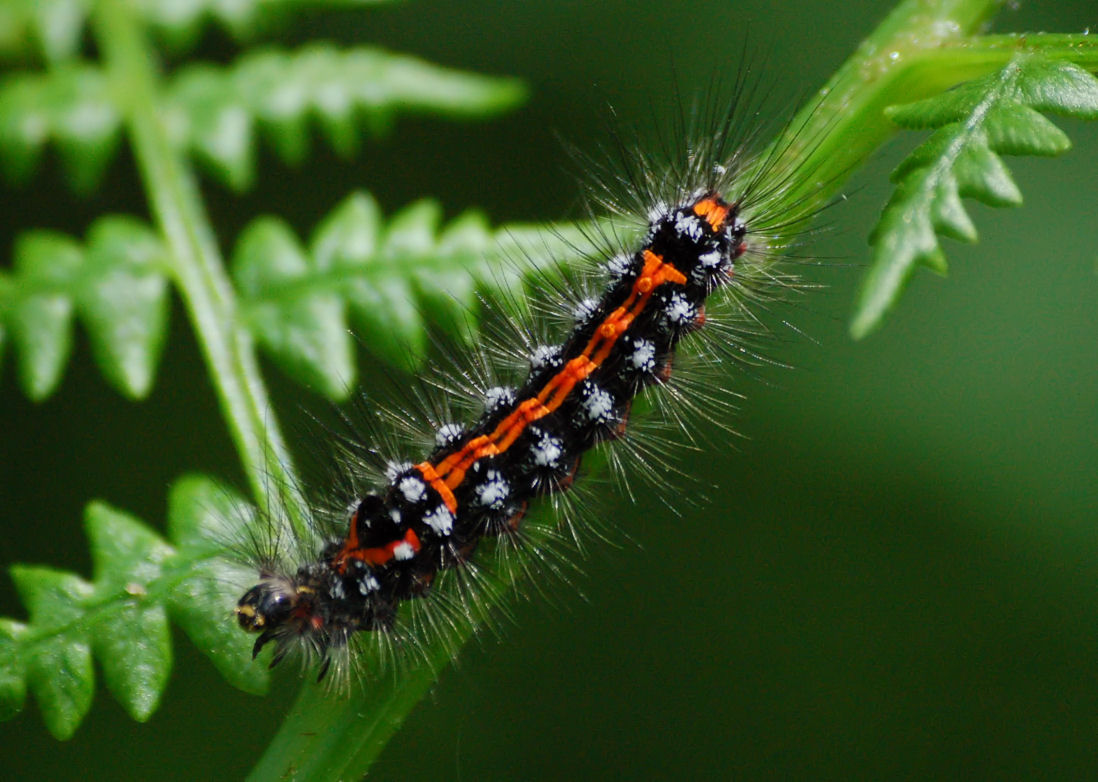
Körsbärsrödgumpens larv

## Utbredning
Körsbärsrödgumpen finns i större delen av Europa. I Norden finns den i Danmark, södra Sverige och sydligaste Finland. Den finns österut ända fram till Stilla havet och i Japan.

## Levnadssätt
Körsbärsrödgumpen lever i ljusa lövskogar, buskmarker och hagar. Den är nattaktiv och kan lockas till ljuset från kvicksilverlampor. Flygtiden är från mitten av juli till mitten av augusti. Honan lägger cirka 200 ägg, oftast i bara en grupp, på undersidan av värdväxtens blad. De täcks med guldgul ull från bakkroppen. Larven övervintrar i en barkspringa eller i ett hoprullat blad där de spinner en övervintringskammare. De lever främst på rosväxter och salix arter men även på andra buskar och träd. Larverna vaknar när löven börjar slå ut på våren och är fullvuxna ungefär vid månadsskiftet maj-juni. De förpuppar sig då mellan hopspunna blad och efter två till tre veckor kläcks puppan och den fullvuxna fjärilen kryper ut. 
Både larver, kokonger och den fullvuxna fjärilen kan orsaka irritation i huden på människor. 